# ماري فابر
ماري فابر (بالإنجليزية: Mary Faber)‏ هي راقصة ومغنية وممثلة أمريكية، ولدت في 8 أغسطس 1979 في غرينفيل في الولايات المتحدة.

## وصلات خارجية
- ماري فابر على موقع IMDb (الإنجليزية)
- ماري فابر على موقع قاعدة بيانات برودواي على الإنترنت (الإنجليزية)
- ماري فابر على موقع قاعدة بيانات الفيلم (الإنجليزية)